# 巴托拉慕士塔格山
巴托拉慕士塔格山（Batura Muztagh）是喀喇崑崙山脈的一個分支，位於巴基斯坦北部吉爾吉特－巴爾蒂斯坦罕薩地區的帕蘇（戈加爾山谷）。
巴托拉慕士塔格山是喀喇崑崙山脈最西端的次山脈，從東部巴爾山谷的查爾特村一直延伸到西部庫魯姆巴爾山谷的坎皮爾迪奧，將興都拉吉山脈（Hindu Raj）與喀喇崑崙山脈分隔開來。位於巴托拉慕士塔格山的穆楚奇什山（Muchu Chhish）多年來一直是世界第二高未攀登山峰，直到2024年才有登山家成功登頂。

## 外部連結
- Himalayan Index （页面存档备份，存于）
- A clickable map of the Batura Muztagh （页面存档备份，存于）
- DEM files for the Himalaya （页面存档备份，存于） (Corrected versions of SRTM data; look for the "Batura Sar" tile)